# 達雷爾·伊薩
達雷爾·伊薩（英語：Darrell Issa；1953年11月1日—）是美国的一位政治人物，其家族擁有黎巴嫩、德国及波希米亚多重血統，在2006年時也是美国国会四位阿拉伯裔議員之一。2013年至2019年間，他是加利福尼亞州第49選舉區選出的聯邦眾議員。他的黨籍是共和黨。伊薩曾經是一位商人。2013年，伊薩的總財產達3.55億美元，使他成為美國最富有的眾議員。
達雷爾·伊薩生於俄亥俄州克里夫蘭，父母分別為威廉和瑪莎·伊薩，其中父親為黎巴嫩裔美國人，篤信馬龍尼禮教會，母親則是德裔美國人及捷克裔美國人（波西米亞人）。